# Grace Slick
Grace Slick (nascuda Grace Barnett Wing, Evanston, Illinois, Estats Units, 30 d'octubre de 1939) és una cantant estatunidenca, membre successivament dels grups The Great Society, Jefferson Airplane, a continuació Jefferson Starship i Starship, dels anys 1960 fins als anys 1980. Amb aquestes formacions, va contribuir a popularitzar el rock psicodèlic. Era una icona de l'escena psicodèlica.

## Biografia

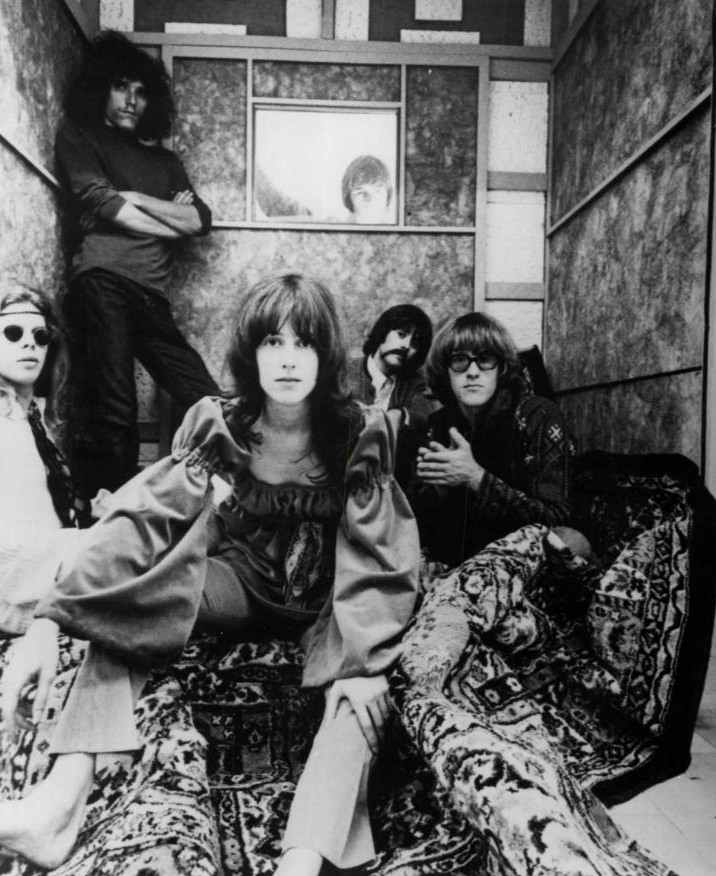
Grace Slick el 1967.

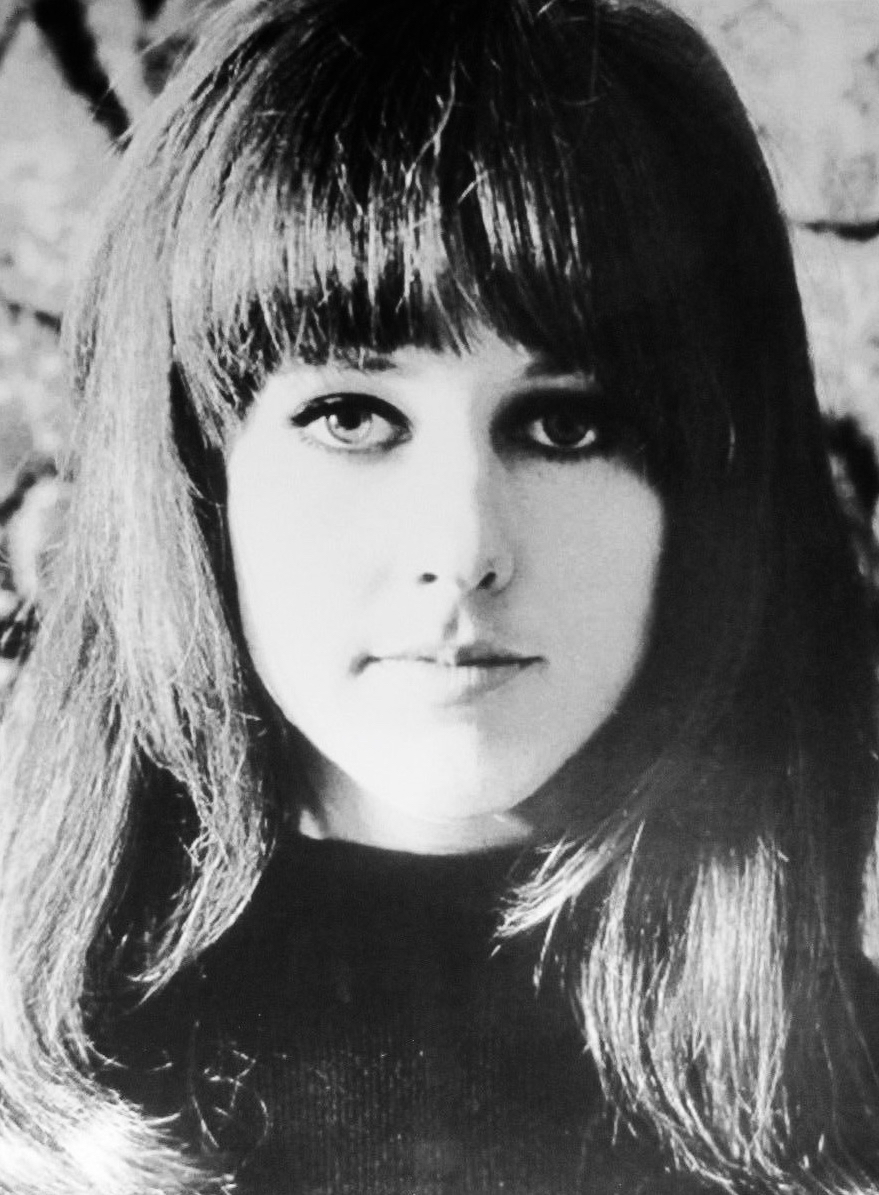
Grace Slick el 1967.

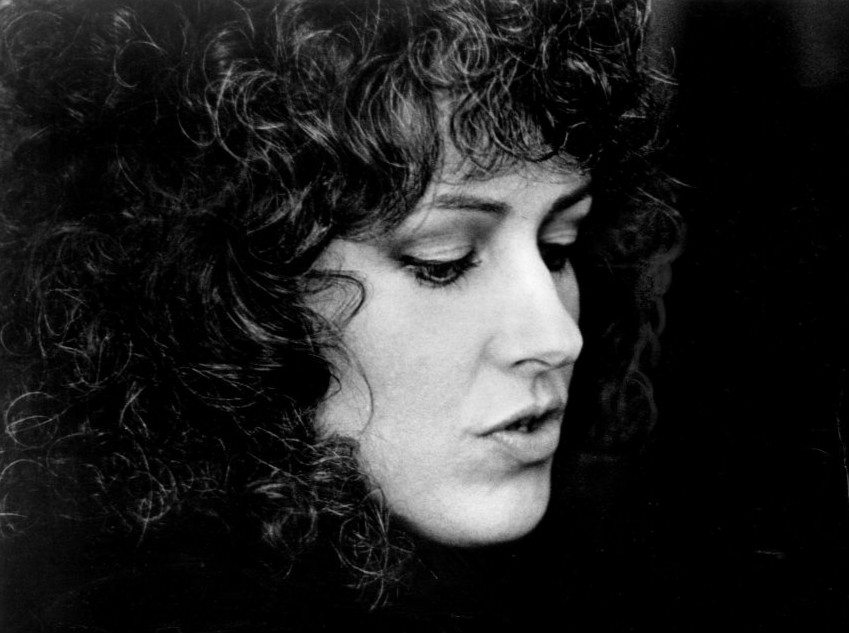
Grace Slick el 1976.

Grace Slick va néixer l'any 1939 a la regió d'Illinois, el seu pare Ivan Wing (1907–1987) era d'origen noruec i suec i la seva mare es deia Virginia, nascuda Barnett (1910–1984).
Té un germà anomenat Chris. El 1949, la família es trasllada a Los Angeles i més tard a San Francisco.
Slick va estudiar a Palo Alto a Califòrnia, al Palo Alto Senior High School i al Castilleja High School. De 1957 a 1958, estudia al Finch College a Nova York, i de 1958 a 1959 a la Universitat de Miami a Coral Gables a Florida.
Forma a San Francisco el grup de folk psicodèlic The Great Society (1965-1966). La formació inicial estava composta pel seu marit de l'època, Jerry Slick, a la bateria, el germà d'aquest, Darby, a la guitarra, David Minor veu i guitarra, Bard Dupont al baix i Peter Vandergelder al saxofon.
El 1966, després de la desaparició de The Great Society, reemplaça Signe Anderson al si de Jefferson Airplane. Canta i toca el piano i l'orgue en el segon àlbum del grup, Surrealistic Pilow, que va sortir l'any 1967, així com en els àlbums següents. Va actuar amb el grup en el festival de Woodstock.
Grace Slick va participar en diversos àlbums al marge de Jefferson Airplane amb el seu company, el guitarrista Paul Kantner (igualment membre del grup), com Sunfighter el 1971 i Baró Von Tollbooth & the Chrome Nun el 1973. Manhole, el seu primer àlbum en solitari, va sortir el 1974. Alguns mesos més tard, Grace Slick va retrobar Jefferson Airplane, rebatejat Jefferson Starship. Va participar en la composició dels àlbums Drac Fly, Red Octopus i Spitfire, abans d'abandonar momentàniament el grup l'any 1978. Slick va reaparèixer durant els anys 1980 en els àlbums Modern Times, Winds of Change i Nuclear Furniture. Al mateix temps va prosseguir la seva carrera en solitari amb els dos àlbums Dreams i Welcome to the Wrecking Ball, trets al començament dels anys 1980, seguit per Software el 1984.
Després de la marxa de Paul Kantner, Jefferson Starship va adoptar el nom de Starship. Slick va aparèixer de nou en els àlbums Knee Deep in the Hoopla i No Protection, després va abandonar el grup l'any 1988. La seva última col·laboració remunta a 1989, en una breu reunió de Jefferson Airplane. Retirada del món de la música l'any 1990, s'instal·la a Malibu, al comtat de Los Angeles i comença a pintar. És membre de l'associació de defensa dels animals People for the Ethical Treatment of Animals (PETA). La seva autobiografia, Somebody to Love? A Rock and Roll Memoir va ser editada l'any 1998.
RCA ha difós l'any 1999 una compilació dels seus millors títols amb Jefferson Airplane, Jefferson Starship i en solitari.

## Una personalitat explosiva

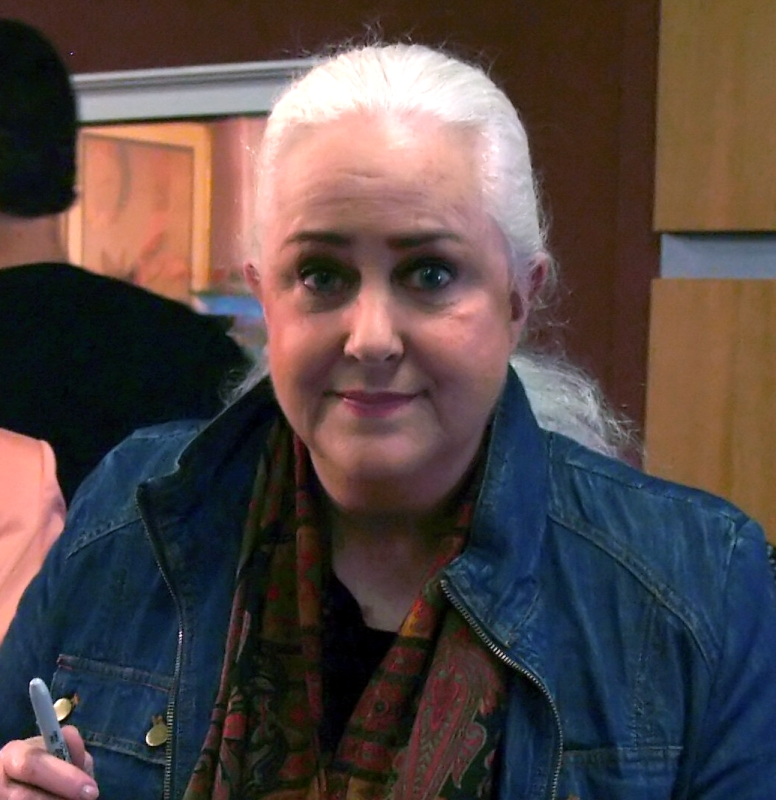
Grace Slick el 2008.

Grace Slick es va donar a conèixer tant per la seva música com per la seva personalitat qualificada d'explosiva per alguns periodistes. Ella i Tricia Nixon, filla del president Richard Nixon, van seguir juntes la seva escolaritat al College Finch. Convidada per aquest College l'any 1969 amb els altres estudiants a un te a la Casa Blanca, Slick es presenta amb el militant polític Abbie Hoffman i 600 micrograms de LSD (havia considerat posar LSD al te del president). Reconeguts pel personal de seguretat, se'ls impedeix entrar perquè Slick havia estat posada a la llista negra de l'FBI, els membres del grup Jefferson Airplane estaven fitxats per « textos de cançons sospitosos ».
Durant la gira europea de Jefferson Starship el 1978, l'alcoholisme de Grace Slick és un problema pel grup que ha d'anul·lar la primera representació a Alemanya perquè estava massa borratxa per cantar, provocant disturbis per part del públic. Actua el vespre següent amb el grup, però borratxa fin el punt de no poder cantar correctament, insulta el públic i se'n fot del país d'haver perdut la Segona Guerra mundial. L'endemà, abandona el grup. Admesa a un centre de desintoxicació almenys dues vegades, una durant els anys 1970 al centre de Duffy, Napa Valley, una altra als anys 1990, Slick ha reconegut públicament el seu alcoholisme. Ha parlat de les seves experiències de rehabilitació i del seu consum de LSD, de marihuana i d'altres substàncies a la seva autobiografia i a diverses entrevistes.
Als anys 1980, mentre Slick és l'única membre que queda de Jefferson Airplane a Jefferson Starship, el grup col·loca tres èxits al hit-parade i, malgrat aquest èxit, Slick denigra la música del grup. Abandona el grup l'any 1988, poc de temps després de la sortida del seu últim àlbum. El 1989, Slick i els seus antics membres de Jefferson Airplane es reformen, treuen un àlbum i fan una gira.
Slick va estar casada amb el fotògraf Gerald « Jerry » Slick de 1961 a 1971, després amb Passer Johnson. La seva filla China Wing Kantner neix el 25 de gener de 1971 de la seva relació (de 1969 a 1975) amb l'antic guitarrista de Jefferson Airplane Paul Kantner.

## Discografia

### Àlbums estudi
- 1973: Manhole
- 1980: Dreams
- 1981: Welcome to the Wrecking Ball!
- 1984: Software

### Compilació
- 1999: The Best of Grace Slick

### Àlbums col·laboratius
- 1971: Sunfighter (amb Paul Kantner)
- 1973: Baró von Tollbooth and the Chrome Nun (amb David Freiberg)